# Copa Suruga Bank

Die Copa Suruga Bank (engl.: Suruga Bank Championship) war ein interkontinentaler Vereinsfußballwettbewerb, der jährlich seit 2008 zwischen dem Gewinner der Copa Sudamericana und dem Sieger des J.League Cups, des japanischen Ligapokals, vormals Yamazaki Nabisco Cup, jeweils in einer Begegnung ausgespielt wurde. Gemeinsam organisiert vom südamerikanischen Fußball-Kontinentalverband CONMEBOL und dem japanischen Fußballverband fand die Begegnung jeweils im Folgejahr in Japan, meist direkt auf dem Platz des japanischen Ligapokalsiegers, statt. Den Namen trug der Wettbewerb wegen des Sponsorings der japanischen Suruga Bank.
Stand die Begegnung nach 90 Minuten unentschieden, folgte sofort ein Elfmeterschießen zur Ermittlung des Siegers. Im Unterschied zur geltenden FIFA-Regelung für Wettbewerbsspiele durften pro Mannschaft jeweils bis zu sechs Feldspieler ausgetauscht werden.
Die Bilanz zwischen Südamerika und Japan fällt mit sechs zu sechs Siegen unentschieden aus. Der Rekordsieger ist mit zwei Titeln Kashima Antlers.

## Die Spiele und Sieger
| Jahr | Spielpaarung (Sieger fettgedruckt) | Spielpaarung (Sieger fettgedruckt) | Spielpaarung (Sieger fettgedruckt) |
| Jahr | J. League Cup                      | Ergebnis                           | Copa Sudamericana                  |
| ---- | ---------------------------------- | ---------------------------------- | ---------------------------------- |
| 2008 | Gamba Osaka                        | 0:1                                | Arsenal de Sarandí                 |
| 2009 | Ōita Trinita                       | 1:2                                | Internacional Porto Alegre         |
| 2010 | FC Tokyo                           | 2:2, 4:3 i. E.                     | LDU Quito                          |
| 2011 | Júbilo Iwata                       | 2:2, 4:2 i. E.                     | CA Independiente                   |
| 2012 | Kashima Antlers                    | 2:2, 7:6 i. E.                     | CF Universidad de Chile            |
| 2013 | Kashima Antlers                    | 3:2                                | FC São Paulo                       |
| 2014 | Kashiwa Reysol                     | 2:1                                | CA Lanús                           |
| 2015 | Gamba Osaka                        | 0:3                                | River Plate                        |
| 2016 | Kashima Antlers                    | 0:1                                | Independiente Santa Fe             |
| 2017 | Urawa Red Diamonds                 | 1:0                                | Chapecoense                        |
| 2018 | Cerezo Osaka                       | 0:1                                | CA Independiente                   |
| 2019 | Shonan Bellmare                    | 0:4                                | Athletico Paranaense               |